# Fränkische Landeszeitung

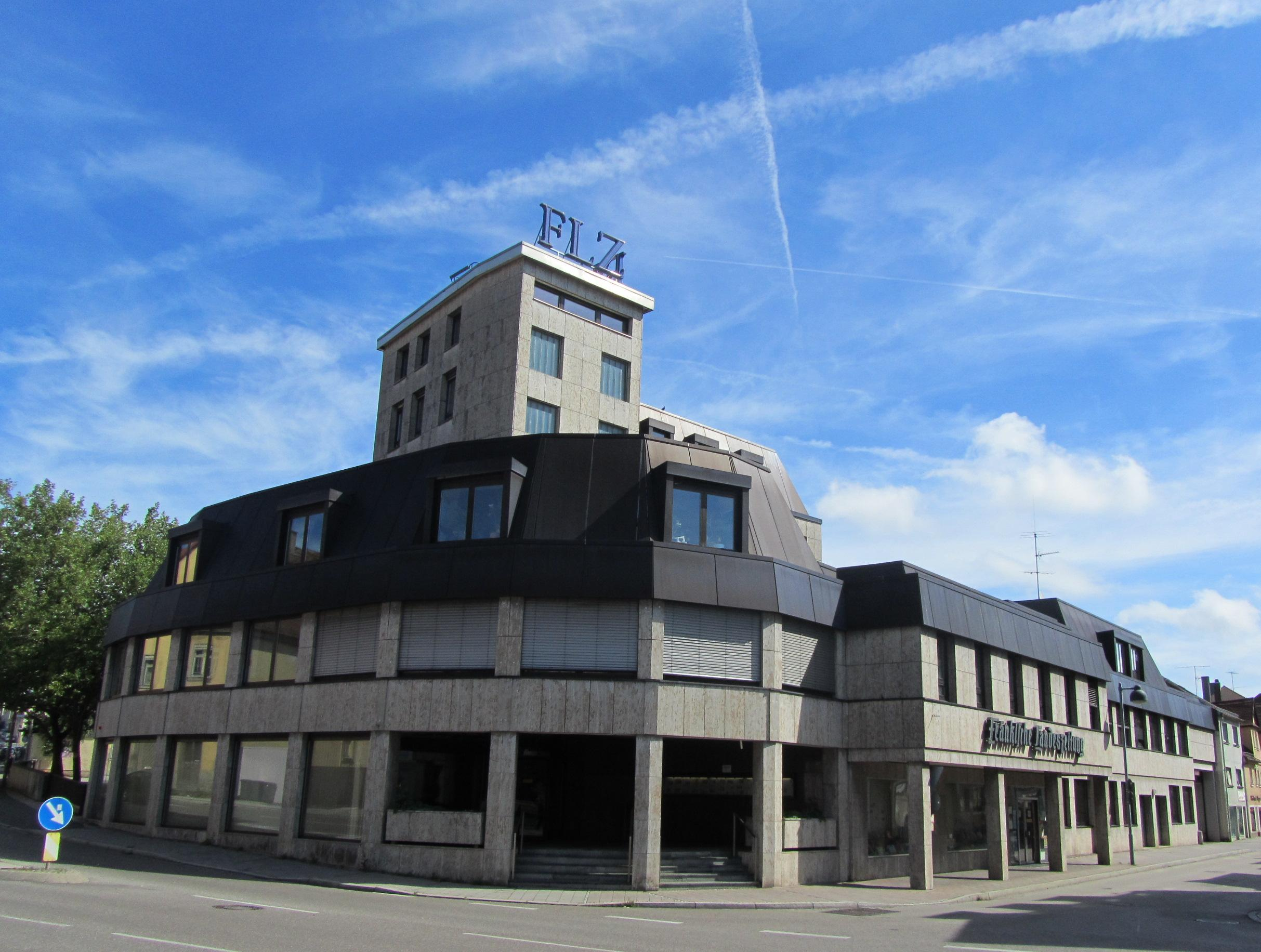
Verlagsgebäude in der Nürnberger Straße

Die Fränkische Landeszeitung (FLZ) ist eine regionale Tageszeitung aus Ansbach. Sie ist mit 16 weiteren Tageszeitungen zur Verlagsgemeinschaft der Nürnberger Nachrichten (NN) zusammengeschlossen. Die verkaufte Auflage beträgt 37.253 Exemplare, ein Minus von 30,1 Prozent seit 1998. Die FLZ bezieht den Mantel von den Nürnberger Nachrichten. Das Verbreitungsgebiet der FLZ ist die Stadt und der Landkreis Ansbach und der Landkreis Neustadt an der Aisch-Bad Windsheim.
Die FLZ ist bereits ein Kopfblatt, wird jedoch nochmals in fünf unterschiedlichen regionalen Ausgaben vertrieben:
- Ansbacher Tageblatt (Ausgabe Ansbach)
- Der Wörnitzbote / Feuchtwanger Tageblatt (Ausgabe Dinkelsbühl/Feuchtwangen)
- Neustädter Anzeigeblatt / Der Steigerwald-Kurier / Uffenheimer Tageblatt (Ausgabe Neustadt a. d. Aisch / Scheinfeld / Uffenheim)
- Rothenburger Tageblatt (Ausgabe Rothenburg o.d.T.)
- Windsheimer Zeitung[2]

Die FLZ ist politisch eher dem konservativen Spektrum zuzurechnen. Die Fränkische Landeszeitung GmbH gibt außerdem noch das wöchentlich erscheinende Anzeigenblatt WiB mit den Ausgaben Süd (donnerstags) und Nord (mittwochs) heraus.

## Auflage
Die Fränkische Landeszeitung hat wie die meisten deutschen Tageszeitungen in den vergangenen Jahren an Auflage eingebüßt. Die verkaufte Auflage ist in den vergangenen 10 Jahren um durchschnittlich 1,5 % pro Jahr gesunken. Im vergangenen Jahr hat sie um 4,2 % abgenommen. Sie beträgt gegenwärtig 37.253 Exemplare. Der Anteil der Abonnements an der verkauften Auflage liegt bei 94,3 Prozent.
| 1998  | 1999  | 2000  | 2001  | 2002  | 2003  | 2004  | 2005  | 2006  | 2007  | 2008  | 2009  | 2010  | 2011  | 2012  | 2013  | 2014  | 2015  | 2016  | 2017  | 2018  | 2019  | 2020  | 2021  | 2022  | 2023  | 2024  |
| ----- | ----- | ----- | ----- | ----- | ----- | ----- | ----- | ----- | ----- | ----- | ----- | ----- | ----- | ----- | ----- | ----- | ----- | ----- | ----- | ----- | ----- | ----- | ----- | ----- | ----- | ----- |
| 53267 | 52899 | 51617 | 51258 | 51076 | 50721 | 50190 | 49591 | 49285 | 48799 | 48089 | 47453 | 46775 | 46080 | 45389 | 44553 | 43834 | 42929 | 41834 | 40854 | 40152 | 39150 | 40818 | 39670 | 41218 | 39413 | 37751 |

## Internetpräsenz
Seit 1. August 2017 ist die Fränkische Landeszeitung auch als E-Paper erhältlich. Das gilt sowohl für den überregionalen Teil als auch für die Lokalseiten.

## Geschichte

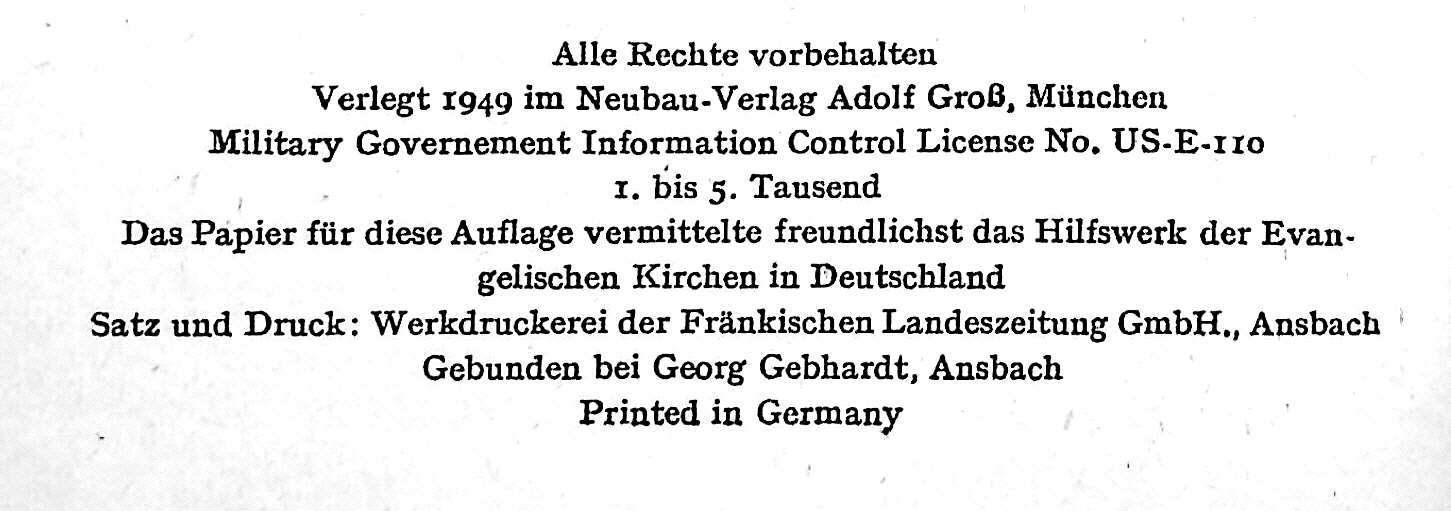
Das Impressum eines Buches von Karl Heim, das von der FLZ-Werkdruckerei in Ansbach gedruckt wurde.

Die erste Ausgabe der FLZ erschien für 20 Pfennige am 24. April 1946 unter der Lizenz der US-Militärregierung als „Nachrichten für den Regierungsbezirk Ober- und Mittelfranken“, so der Untertitel. In den Nachkriegsjahren druckte die Zeitungsdruckerei der FLZ auch Bücher, z. B. 1949 das Werk von Karl Heim, Die Gemeinde des Auferstandenen.